# Space Bee (EP)
Space Bee es el primer EP de la banda de rock alternativo Space Bee, lanzado en marzo de 2003. Grabado en los estudios "Amigos" y masterizado en "MCA Studios" entre octubre de 2002 y marzo del 2003. Consta de 5 canciones.

## Lista de canciones
1. Space Bee
2. The Mirror
3. In the Market
4. 9 hours on earth
5. Through the window

## Integrantes
- Aldo Rodríguez - voz
- Percy Omar - guitarra
- Eduardo Untiveros - violín
- Carlos Bertello - guitarra
- Abraham Spak - teclados
- Carlos Andrés "Teté" Leguía - bajo
- Álvaro Escobar - batería